# Nick & Simon (album)
Nick & Simon is het debuut van Nick & Simon uit 2006. Het bevat onder meer de hitsingles Steeds weer en Vaarwel verleden/De soldaat.

## Tracklist
1. "Spaanse duif" (3:10)
2. "Steeds weer" (3:08)
3. "De soldaat" (2:45)
4. "Vaarwel verleden" (3:03)
5. "Warme winter" (3:10)
6. "Wegen van dit leven" (2:57)
7. "Diamanten ringen" (2:59)
8. "Als een zomer voorbij" (3:04)
9. "Verloren" (3:43)
10. "Herwinnen" (3:46)
11. "Onvoorstelbaar" (2:48)
12. "Nooit samen zijn" (3:51)
13. "Steeds weer (ingetogen)" (3:09)

## Trivia
- Het nummer Spaanse duif werd gebruikt voor het tv-programma Het mooiste meisje van de klas.